# Wikinotícias
Wikinews (em português:  Wikinotícias) é um projeto de um repositório de notícias livre. Baseados no sistema "wiki", ele é um "projeto-irmão" da Wikipédia que visa objetivos similares. Isto é, alcançar a maior número de notícias possível.
Ainda que o Wikinotícias planeje ser uma fonte de recursos para uso próprio, ele tem condições de tornar-se algum dia uma fonte de notícias alternativa às agências proprietárias atuais, como por exemplo: a Associated Press ou a Reuters.

## História
Em Novembro de 2004 um wiki de demonstração foi criado para mostrar que um sítio na internet de notícias é possível. O Wikinews é um projecto da Fundação Wikimedia. Em Dezembro de 2004 este projecto saiu da fase de demonstração e entrou na fase beta. A edição de língua alemã foi apresentada na mesma altura. Desde Janeiro foram criadas as edições em alemão, búlgaro, espanhol, francês, neerlandês, italiano, polaco (polonês), português, romeno, sueco e ucraniano.
A 13 de Março de 2005 a edição de língua inglesa do Wikinews atingiu 1 000 páginas de artigos. A 3 de Abril de 2005 foi registado o 2 000º utilizador da versão Inglesa.

## Versão em português

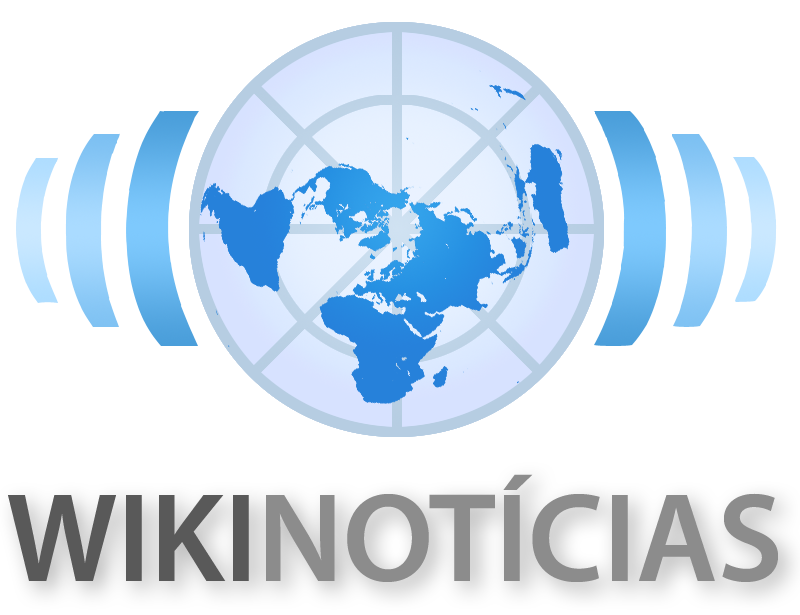
Logotipo da versão em língua portuguesa "Wikinotícias".

O Wikinotícias, a versão em língua portuguesa do Wikinews, iniciou suas atividades em 19 de fevereiro de 2005. A preocupação inicial dos colaboradores foi criar a infraestrutura necessária para o funcionamento do sítio. Para isso, uma grande quantidade de documentos de ajuda foi traduzida da Wikinews anglófona.
Os artigos de notícias da comunidade começaram a ser de fato aceitos em 4 de março de 2005. No início, havia poucas notícias para servir como base, escritos pelos primeiros colaboradores, a fim de testar o seu funcionamento.
Em 30 de abril de 2005, o Wikinotícias havia publicado 304 verbetes, todos eles escritos em língua portuguesa, contando com 62 utilizadores registados.

## Os mesmos princípios da Wikipédia
Apesar se defrontar com muitos desafios, o Wikinotícias adotará os mesmos princípios chave que nortearam a Wikipédia e outros sítios Wikimedia: neutralidade, conteúdo livre, e um processo aberto de tomar decisão.
Será promovida a ideia do cidadão jornalista, porque acredita-se que qualquer um pode fazer uma contribuição útil para o cenário que está a se desenrolar no mundo ao nosso redor.
Embora tenha sido considerado pela comunidade e seja prática comum na imprensa tradicional, o Wikinotícias não publica artigos de opinião dos seus autores. Isto não significa que não devam ser apresentadas opiniões que reflectem os vários pontos de vista sobre o assunto, simplesmente estas opiniões devem ser externas aos colaboradores Wikinotícias.
As reportagens originais são permitidas no Wikinews, mas a comunidade deve efectuar as verificações que achar necessárias para confirmar a autenticidade da informação apresentada.

## Métodos de trabalho
No Wikinotícias cada artigo (notícia) passa por 3 etapas fundamentais:
- Artigo em desenvolvimento – Artigo em redação ao qual está a ser adicionada informação e a ser melhorada a redacção;
- Precisa de revisão – Artigo à espera de ser revisto pela comunidade;
- Artigo publicado – Artigo indexado na página principal e nos índices temáticos.

Após decorrido um determinado tempo depois da publicação o artigo pode ser protegido contra edição, para evitar que seja alterado. Caso surjam novos acontecimentos relacionados serão criados novos artigos.

## Outros projectos de jornalismo aberto
- Now Public
- OhMyNews em Inglês
- Kuro5hin
- Indymedia